# Antônio Luís Pereira da Cunha
Antônio Luís Pereira da Cunha, primeiro e único visconde de Inhambupe depois marquês de Inhambupe (Salvador, 6 de abril de 1760 — Rio de Janeiro, 19 de setembro de 1837), foi um juiz de fora, desembargador e político brasileiro.

## Biografia
Filho de Bartolomeu Pereira da Silva e Ana da Cunha Barbosa. Casou-se, em primeiras núpcias, com Isabel Joaquina de Assis; em segundas núpcias, por volta de 1789, em Torres Vedras, com Herculana Felizarda Figueira (?-1796); e em terceiras núpcias, a 13 de dezembro de 1801, em Lisboa, com Maria Joaquina Gerleu da Rocha Dantas e Mendonça (1785-1861), e desta união tiveram três filhos: Lourenço de Assis, Manuel Luís e Mariana. Era irmão do coronel Pedro Augusto Nolasco Pereira da Cunha. Após o término dos estudos de matemática e filosofia, foi para Portugal para matricular-se na Universidade de Coimbra em 20 de dezembro de 1782. Formou-se em Direito em 4 de maio de 1787, entrando, a seguir, para a magistratura. Foi juiz de fora em Torres Vedras (1789). Retornando ao Brasil, foi ouvidor na Bahia e desembargador em Pernambuco (1792). Fez parte do governo interino de Pernambuco (1798).
Em 1802, foi nomeado Ouvidor da Câmara do Rio das Velhas, em Minas Gerais. Em 1803, tomou posse no cargo de Ouvidor de Sabará e em 1806 foi nomeado Chanceler da Relação da Bahia. Juiz e desembargador da Casa de Suplicação em Lisboa (1805). Ainda em 1806, foi Conselheiro da Fazenda. Em 1809 fez parte do governo interino da Bahia, em triunvirato com José de Santa Escolástica Álvares Pereira e João Baptista Vieira Godinho. Em 1818, foi deputado da junta de comércio, agricultura, fábricas e navegação. Fiscal das mercês (1819). Em 1821, exerceu o carpo de intendente geral de polícia.
Foi ministro da Fazenda, do Império e dos Estrangeiros, constituinte (1823) e senador, por Pernambuco, do Império do Brasil, de 1826 a 1837. Era presidente do Senado, quando faleceu.
Recebeu os títulos de visconde com grandeza, por decreto imperial de 12 de outubro de 1825 e o de marquês, por decreto imperial de 12 de outubro de 1826. Foi também: conselheiro da Fazenda (1808); Fidalgo Cavaleiro da Casa Real (1809); dignitário da Imperial Ordem do Cruzeiro; conselheiro de Estado - 1º Conselho (1824).

## Condecorações
- Cavaleiro da Imperial Ordem de Cristo, em 1802
- Cavaleiro da Imperial Ordem de Cristo, em 1811
- Dignitário da Imperial Ordem do Cruzeiro, em 1824